# Weiwoboa meridiana
Weiwoboa meridiana (лат.) — ископаемый вид полужесткокрылых насекомых, единственный в составе рода Weiwoboa и семейства Weiwoboidae из надсемейства Fulgoroidea. Обнаружен в эоценовых ископаемых останках в провинции Юньнань (Shangyong village, Мынла, юго-западный Китай). Возраст находки оценивается в 55,8—48,6 млн лет (ипрский век). Длина надкрылий 7,24 мм, ширина 4,3 мм. Базальная крыловая ячейка широкая. По особенностям жилкования напоминают некоторых представителей семейства Tropiduchidae. Таксон был впервые описан в 2010 году китайскими и польскими энтомологами и назван по имени китайской богини бессмертия Weiwobo и латинского слова «meridianus» («южный», так как место обнаружения расположено близко к крайней южной точке Китая).